# K-teoria retorcida
Em matemática, a K-teoria retorcida (também chamada de K-teoria com coeficientes locais) é uma variação da K-Teoria, uma teoria matemática da década de 1950 que abrange a topologia algébrica, álgebra abstrata e a teoria dos operadores.
Mais especificamente, K-teoria retorcida com torção H é uma variante particular de K-teoria, em que a torção é dada por uma classe de Integral tridimensional de co-homologia. Ela é especial, entre as várias torções que a K-teoria admite, por duas razões. Em primeiro lugar, ela admite uma formulação geométrica. Esta foi fornecida em duas etapas: a primeira foi feita em 1970 (Math publ. de l'IHES.) por Peter Donovan e Karoubi Max e a segunda em 1988 por Jonathan Rosenberg em Álgebras de traço Contínuo .